# Bezbarvý Cukuru Tazaki a jeho léta putování
Bezbarvý Cukuru Tazaki a jeho léta putování (japonsky 色彩を持たない多崎つくると、彼の巡礼の年, Šikisai wo motanai Tazaki Cukuru to, kare no džunrei no toši) je třináctý román japonského spisovatele Harukiho Murakamiho, vydaný 12. dubna 2013. V rámci prvního měsíce jeho prodejnost dosáhla hranice téměř jednoho milionu výtisků.
Česky román vyšel v březnu 2015 v nakladatelství Odeon jako součást edice Světová knihovna. České verze se zhostil dvorní Murakamiho překladatel Tomáš Jurkovič.

## Vydání

### Původní vydání v japonštině
Před vydáním

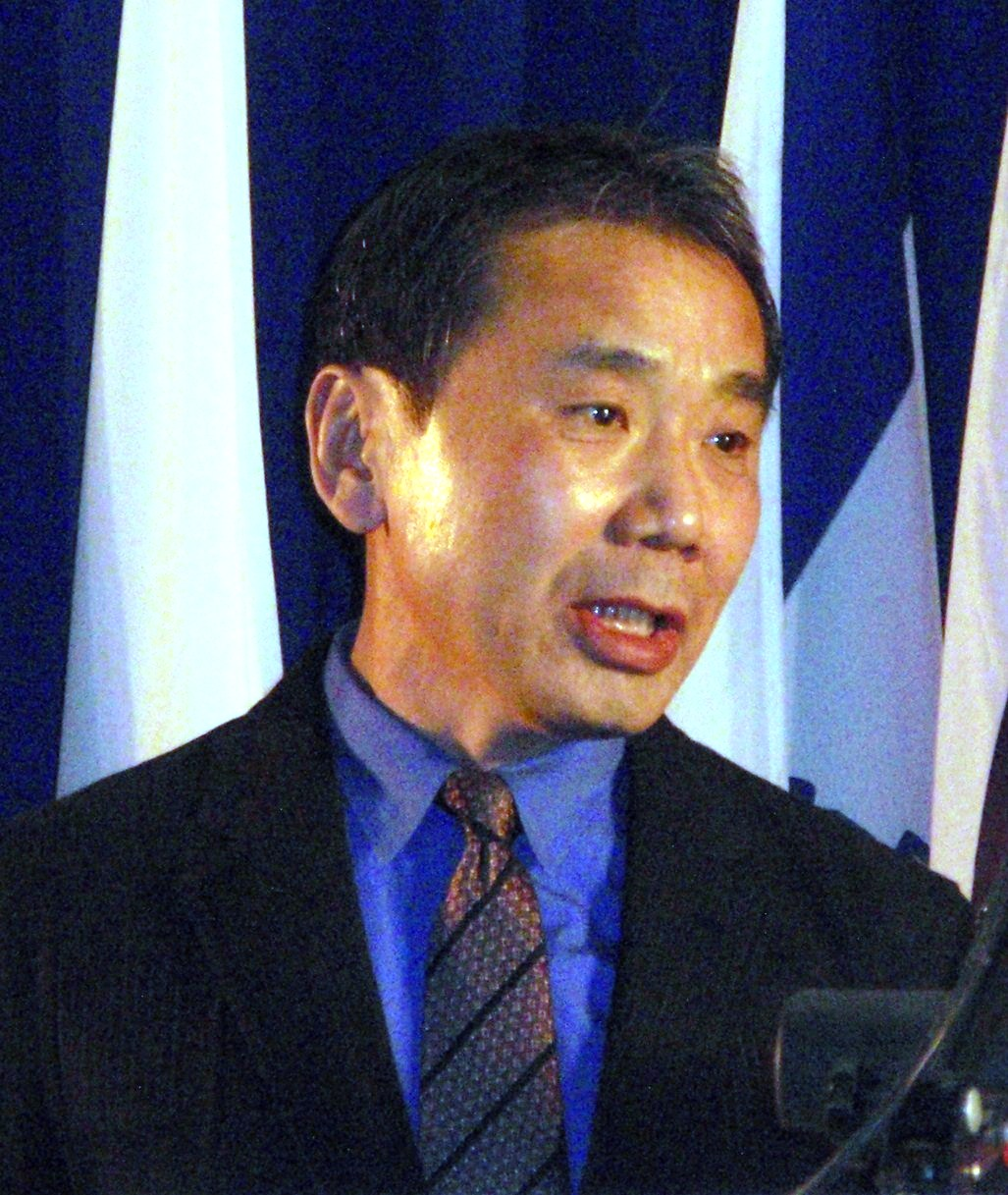
Haruki Murakami, 2009

Japonské nakladatelství Bungeišundžū oznámilo 16. února 2013, že připravovaný Murakamiho román vyjde v dubnu téhož roku. Název Bezbarvý Cukuru Tazaki a jeho léta putování byl odhalen o měsíc později 15. března a k uvedení na trh došlo 12. dubna 2013.
V internetovém obchodě Amazon.co.jp bylo objednáno deset tisíc kopií v průběhu jedenácti dní od nasazení dosud nevydaného titulu, čímž se román na dané doméně stal nejrychleji prodávající knihou, když o jediný den překonal rekord Murakamiho trilogie 1Q84. Původní náklad činil tři sta tisíc výtisků, nejvyšší počet prvního vydání u vázaných knih vzešlých z nakladatelství Bungeišundžū. Vyjma toho byl, stále před vydáním, náklad třikrát navýšen až na odhadovaný počet 450 tisíc kopií.
Před zahájením prodeje vyšlo sedm prohlášení, včetně dvou Murakamiho z 28. února a 15. března, která poskytla některé dílčí informace. Detailní vhled do děje však odhalen nebyl. Noviny a knihkupectví neobdržely ani ukázky z díla. Vlastní příběh tak zůstal utajen jen malé skupině osob.
Po vydání
Kniha se začala prodávat o půlnoci na pátek 12. dubna 2013. Knihkupectví s nočním provozem v tokijské metropoli uváděly fronty čítající více než 150 zákazníků. Do sedmi dní od vydání byl román osmkrát dotištěn až k celkovému nákladu více než jednoho milionu kusů, údajně vyprodaných během následujícího měsíce. V listopadu téhož roku Oricon, společnost měřící míru prodejnosti, zveřejnila certifikaci 985 000 zakoupených výtisků, což z Murakamiho díla činilo nejlépe prodávanou knihu na japonském trhu za předešlých dvanáct měsíců.

### Vydání v angličtině
Před vydáním
Více než dva měsíce před vydáním v srpnu 2014 se začaly objevovat desítky recenzí v elektronických i tištěných médiích, jakými byly například Kirkus Reviews (15. června), The Observer (27. a 28. července), The New York Times (5 a 10. srpna), The Australian (9. srpna), The Japan Times (9. a 10. srpna).
Pátá kapitola románu, vyprávějící Haidův zvláštní příběh, byla otištěna pod názvem „Haida's Story“ 27. července 2014 v časopise Slate.
Po vydání
Anglickojazyčná verze celosvětově vyšla v úterý 12. srpna 2014 pod názvem Colorless Tsukuru Tazaki and His Years of Pilgrimage a obsahovala všechny formáty – tištěnou i digitální verzi, stejně jako audioknihu. Z japonštiny ji přeložil profesor Arizonské univerzity Philip Gabriel, působící na oddělení východoasijských studií. Ve Spojených státech ji vydalo newyorské nakladatelství Alfred A. Knopf a na britských ostrovech pak londýnská firma Harvill Secker.
Po vzoru japonského spuštění prodeje, také některá britská knihkupectví otevřela s příchodem půlnoci a ve Spojených státech se již od večerních hodin 11. srpna konaly „půlnoční večírky“. Na internetu proběhla soutěž nabízející poukázku v hodnotě tří tisíc dolarů vítězi, který měl uskutečnit vlastní putování po stopách Cukurua Tazakiho.
V prvních týdnech po vydání se román stal bestsellerem, když figuroval na čele několika amerických seznamů prodejnosti v kategorii „fikce ve vázaných knihách“, včetně umístění na žebříčcích:
- BookScan – čtyři týdny v Top 10 (1. v úvodním týdnu[25])
- NPR – minimálně osmnáct týdnů v Top 15 (1. v úvodních třech týdnech[26][27])
- The New York Times – osm týdnů v Top 20 (1. v úvodních dvou týdnech[28][29])

Poprvé od roku 2003 Murakami podpořil zahájení prodeje dvěma veřejnými vystoupeními ve Spojeném království. První autogramiády proběhly 23. a 24. srpna 2014 na Mezinárodním knižním festivalu ve skotském Edinburghu a následující pak 30. srpna 2014 v knihkupectví na londýnské ulici Piccadilly.

### Vydání v češtině
V češtině byla kniha vydána téměř dva roky po originálu během března 2015 pod názvem Bezbarvý Cukuru Tazaki a jeho léta putování. Z japonštiny ji přeložil a doslovem opatřil dvorní Murakamiho překladatel Tomáš Jurkovič. Na obálce od Pavla Hracha se objevilo pět sirek charakterizujících pět členů skupiny, se čtyřmi hlavičkami v barvách odpovídajících přezdívkám členů. Pouze sirka „bezbarvého“ hlavního hrdiny byla otočena druhým koncem.
Nakladatelství Odeon román vydalo v edici Světová knihovna jako 7 643. publikaci s počtem 280 stran. Sazbu zprostředkovala firma SF SOFT a tisk zajistila společnost TBB se sídlem v Banské Bystrici.

## Děj
Cukuru Tazaki vyrostl spolu se dvěma staršími sestrami v Nagoje jako syn obchodníka. Na vyšší střední škole na předměstí se spřátelil se čtyřmi spolužáky, jejichž rodiny patřily také k vyšší střední třídě. Společně začali trávit veškerý čas a vytvořili nerozlučný, harmonický a velmi silný pětiúhelník. Jednalo se o dvě dívky a tři chlapce. Ostatní čtveřici spojovala jména, která v sobě zahrnovala barvu. Chlapecká příjmení Akamucu a Ómi a dívčí Širane a Kurono znamenala Červenou borovici, Modré moře, Bílý kořen a Černou pláň. Pouze Tazaki byl „bezbarvý“. Přirozeně tak všichni, vyjma Cukurua, získali přezdívky podle barev – nejchytřejší byl Aka (Červený; celým jménem Kei Akamucu), přátelský a sportovně založený Ao (Modrý; Jošio Ómi), krásná a uzavřená Širo (Bílá; Juzuki Širane) a naopak extrovertní s kousavými poznámkami Kuro (Černá; Kurono Eri).

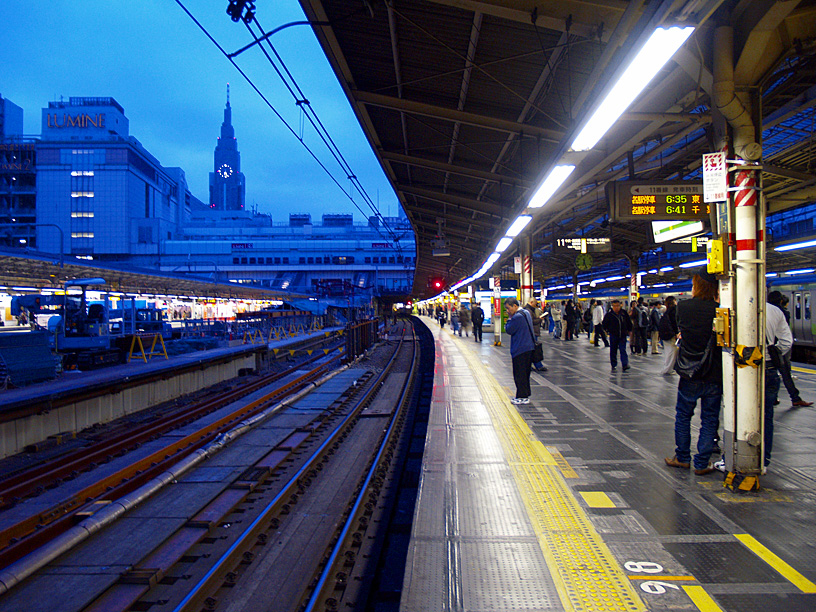
Cukuru Tazaki s oblibou sedával na peronech dálkových linek nejvytíženějšího nádraží světa Šindžuku

Cukuru byl se svou rozvážnou povahou považován za tmel skupiny. Jméno se ve znacích psalo jako „tvořit, zhotovovat, vyrábět“, což odpovídalo jeho naturelu. „Zhotovitel Tazaki“ měl za cíl vystudovat techniku na Tokijské univerzitě a živit se jako stavitel železničních nádraží. Ty se staly jeho vášní. Jako jediný z party tak opustil rodné město a nastěhoval se do otcova malého luxusního bytu v Tokiu. Ve druhém ročníku univerzity, během roku 1995, jej zastihla šokující zpráva, když se dozvěděl, že už nikdy nemá členy skupiny kontaktovat. Nechápal proč a v dalších pěti měsících toužil zemřít. Fyzicky se zcela proměnil a nad vodou jej udrželo až nové přátelství se sečtělým mladším spolužákem Haidou Fumiakim z Akity, který u něj začal i přespávat. Společně filozofovali a poslouchali vážnou hudbu.
Haida mu vyprávěl otcův nadpřirozený příběh, když se setkal s jazzovým pianistou Midorikawou, jenž na sebe převzal poukázku smrti. Díky vědomí blízkého skonu pak viděl barevné aury okolo lidí. Pouze osobám konkrétní intenzity barvy mohl nabídnout převzetí smrtonosného poukazu, a vyvázat se tak z časného odchodu. A Haidův otec byl právě takovou osobou. Nabídku však nepřijal. Mladší spolužák se pak jednoho dne bez rozloučení vypařil z jeho života i z Tokia.
Zřejmě v důsledku kompenzace vědomého potlačení sexuálního pudu, – kdy pro členy skupiny byly vztahy tabu, aby nenarušily dokonalé společenství –, začal mít Cukuru erotické sny. Současně vždy souložil s Kuro i Širo, ale vždy ejakuloval pouze do druhé z nich. V jedné z nocí, kdy u něj přespával Haida, cítil jeho upřený pohled ze tmy, když si kamarád myslel že spí. Ve snu se následně i Haida zapojil do sexuálního aktu.
Sám Cukuru se cítil bezbarvý jako vyprázdněná nádoba bez obsahu. Ani ve třiceti šesti letech, v průběhu roku 2011, se nevyrovnal s traumatem vyloučení. Až vztah se starší Sarou Kimotovou, zaměstnanou v cestovním ruchu, přinesl posun. Byla to ona, kdo jej přiměl vyhledat po letech spolužáky a vyjasnit si fakta. S překvapením zjistil, že za rozchodem stálo Širočino obvinění, že ji v tokijském bytě znásilnil. Nikdo tomu později nevěřil, ale tehdejší detailní výpověď působila přesvědčivě. Samotná Širo měla dlouhodobé psychické problémy, uzavřela se do sebe . Ve třiceti letech, kdy už dva roky vyučovala na škole klavír v Hamamacu, byla doma uškrcena neznámo kým.

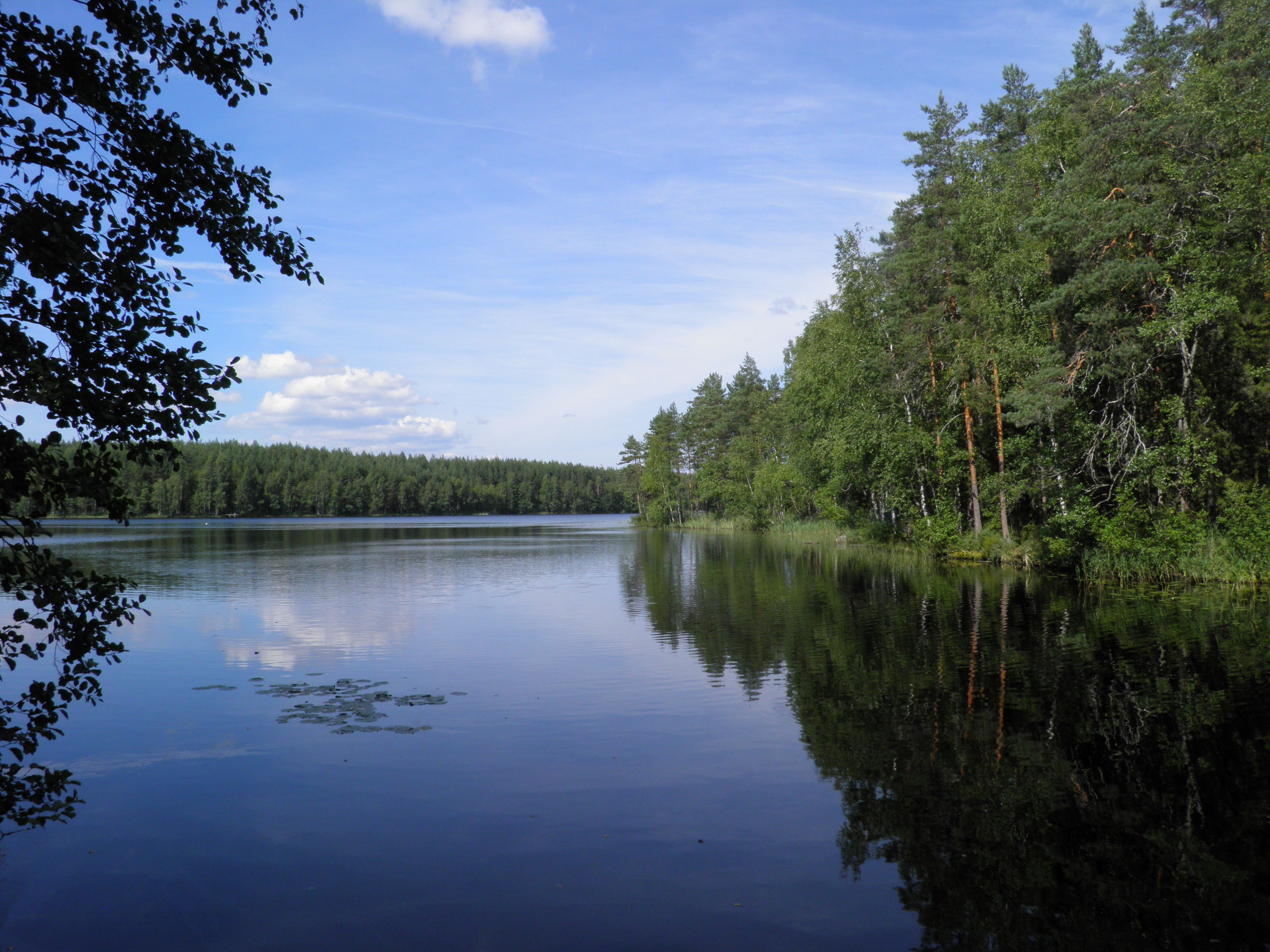
Cukuru Tazaki se na první cestu z rodné země vydal za Kuro do jezerní oblasti Hämeenlinny

Za Kiro odjel do Finska, kam se provdala. Při neohlášeném setkání na letním bytu v Hämeenlinně mu sdělila, že jej tehdy milovala. Širo po znásilnění samovolně potratila. Následně se o kamarádku starala, ale musela odjet, aby ji hutné „síly zla“ obklopující Širo nestáhly s sebou. Kiro už tehdy věděla že by takového činu nebyl Cukuru schopen. Nyní jej podpořila, a to i ve vztahu k Saře.
Po návratu do Tokia si telefonicky domluvil se Sarou schůzku, kde si plánovali vyjasnit, jestli se stanou plnohodnotným partnerským párem. Zamlčel však zážitek, že ji před odletem do Helsinek viděl ruku v ruce korzovat s jiným starším mužem po třídě Omotesandó.
Konečně pochopil, že obviněním se citlivá Širo mohla snažit rozložit jejich partu. Ráj netrvá věčně. Mohla se obávat konce harmonického vztahu a psychicky nezvládala myšlenky na nevyhnutelný rozpad skupiny. Tak učinila z Cukurua odpadlíka a využila k tomu prožité znásilnění. Usilovala přelézt zeď izolace a on k tomu posloužil jako podpůrná stolička.

## Postavy

### Hlavní postavy
Cukuru Tazaki
Cukuru Tazaki (japonsky 多崎 つくる; v registru koseki psáno: 多崎 作, Tazaki Tsukuru) je hlavní protagonista příběhu, syn obchodníka Tošia Tazakiho; má dvě starší sestry. Křestní jméno znamená „tvořit, zhotovovat, vyrábět“. Příjmení neobsahuje žádný symbol barvy. V románu vystupuje svobodný a převážně ve věku třiceti šesti let. Od dětství má vášeň k železničním stanicím, což odráží zaměstnání jejich stavitele s funkcí zástupce vedoucího architektonického oddělení z úseku výstavby tokijské železniční firmy. Má klidnou a rozvážnou povahu. Již na škole působil průměrným dojmem bez náznaku osobitého charakteru. Pozornost snad mohl u členů skupiny vzbudit jen tím, že jeho rodina byla nejbohatší a teta se stala herečkou. Před cestou do Finska se z japonských ostrovů nikam nevydal.
Kei Akamacu
Kei Akamacu (japonsky 赤松 慶, Akamacu Kei) je bývalý středoškolský spolužák Cukurua, přezdívaný Aka nebo Červený podle příjmení znamenajícího červenou borovici. Nejinteligentnější člen skupiny, ohleduplný, malého vzrůstu 160 cm, maximalista, soupeřivý typ, jenž skrývá homosexuální orientaci. Po vynikajících výsledcích a absolvování Ekonomické fakulty Nagojské univerzity, získal místo v bankovním sektoru. Odtud po několika letech odešel, aby v Nagoje založil vlastní úspěšnou firmu BEYOND, zabývající se semináři kreativního byznysu, jež školí zaměstnance řady velkých firem regionu.
Jošio Oumi
Jošio Oumi (japonsky 青海 悦夫, Oumi Jošio) je bývalý středoškolský spolužák Cukurua, přezdívaný Ao nebo Modrý podle příjmení znamenajícího modré moře. Na škole byl rojník a kapitán ragbyového týmu, má mohutnou tělesnou konstituci, je oblíbený pro přátelský charakter a upřímnost. V Nagoji řídí prodej luxusních vozů Lexus. V manželství má tříletého syna a žena očekává narození dcery.
Juzuki Širane
Juzuki Širane (japonsky 白根 柚木, Širane Juzuki) je bývalá středoškolská spolužačka Cukurua, přezdívaná Širo nebo Bílá podle příjmení znamenajícího bílý kořen. Typ vysoké modelky s krásným pravidelným obličejem a introvertní povahou, mlčenlivá, plachá – nerada se stávala centrem zájmu. Nadaná klavíristka, zdráhající se koncertovat před neznámými lidmi. K přednesům se odhodlala jen při výuce dětí. Milovala psy a kočky, otec je gynekolog. V mládí byla znásilněna. Tento akt vedl k těhotenství, jež skončilo samovolným potratem. Danou skutečnost věděly jen Kuro a její sestra. Stala se soukromou učitelkou klavíru. Poté co žila dva roky v Hamamacu, byla jako třicetiletá uškrcena neznámým vrahem v domácnosti.
Eri Kurono Haatainen
Eri Kurono (japonsky 黒埜 恵里, Kurono Eri) je bývalá středoškolská spolužačka Cukurua, přezdívaná Kuro nebo Černá podle příjmení znamenajícího černá pláň. Obyčejná a korpulentní dívka, velmi výřečná s uštěpačnými poznámkami a osobitým smyslem pro humor, pohlcena zálibou v četbě, výborná v humanitních oborech. Se Širo se skvěle doplňovaly a vytvořily nerozlučnou dvojici. Na rozdíl od ní byla ironickou divadelnicí otevřené povahy. Po sňatku s Finem Edvardem Haatainenem se odstěhovala do Helsinek a přijala jeho příjmení – Eri Kurono Haatainen (japonsky: エリ・クロノ・ハアタイネン). Vdala se za Fina a odstěhovala se do jeho domoviny. Naučila se finštinu a získala finskou státní příslušnost. Živí se hrnčířskou tvorbou, výrobky z keramiky. Vychovávají dvě malé dcery.
Sara Kimoto
Sara Kimoto (japonsky 木元 沙羅, Kimoto Sara) je tokijská manažerka v cestovní kanceláři, plánující zájezdy. Jedná se o objekt Cukuruova zájmu, jenž by s ní rád navázal trvalý vztah. Několikrát se sešli a jednou také pomilovali. Sara je o dva roky starší. Vyzvala jej, aby kontaktoval zbylé členy skupiny, odkryl „bílá místa“ své minulosti, a obstarala na ně spojení.
Fumiaki Haida
Fumiaki Haida (japonsky 灰田 文紹, Haida Fumiaki) jeden z mála přátel Cukurua na vysoké škole, o dva roky mladší než on, pohledný a drobný, studující fyziku Tokijské univerzity; přinesl mu desku s Lisztovou skladbou Le mal de pays z cyklu Léta putování, oddíl První rok: Švýcarsko, kterou často hrávala Širo. Příjmení ve znacích znamená popelavé pole; Cukuru jej nazval další barvou „Pan šedý“. Z univerzity i ze života Cukurua zmizel bez rozloučení před novým semestrem.

### Vedlejší postavy
Haidův otec
Haidův otec byl přemýšlivý typ, přednášel na katedře filozofie státní univerzity v Akitě. v 60. letech během hnutí kontrakultury, kdy vypukly protesty na univerzitách, odešel na roční vandr. Když pracoval jako nádeník v malém penzionu u horkých pramenů v hlubokých lesích prefektury Óita, potkal zvláštního hosta Midorikawu, jenž s ním vedl podivný rozhovor. Jeho obsah pak opakovaně vyprávěl synovi Fumiakimu.
Midorikawa
Midorikawa (japonsky 緑川) je jazzový pianista z Tokia, jehož příjmení znamená zelená řeka. Podle vyprávění Haidova otce si při jediném hraní, kterému byl přítomen, postavil na klavír sáček z drahé látky o neznámém obsahu. Na dotaz co skrývá odvětil, že prý talisman. Ač zdráv, přišel do hor zemřít, protože mu tuto informaci prozradil umírající člověk. Získal tak schopnost vidět barevné aury.
přednosta stanice
Přednosta stanice Cukuruovi sdělil, že lidé na železnici ztratí řadu zvláštních věcí. Jednou z nich byl i sáček s lahvičkou napuštěnou formalínem, v němž plavaly dva šesté prsty od člověka mezi 25–35 lety stáří.
Sakamoto
Sakamoto (japonsky 坂本) je mladý a uzavřený spolupracovník Cukurua, který ukončil univerzitu Waseda. Zálibu v genetice uplatnil při vysvětlování možných příčin neúplné penetrance a variabilní expresivity u šestiprstosti.
Olga
Olga je mladší finská přítelkyně Sary s baculatými tvářemi, pracující v malé helsinské cestovní kanceláři. Energická žena, která pomáhala Cukuruovi při jeho finském pobytu.
Edvard Haatainen
Edvard Haatainen je Eričin manžel, umělecký hrnčíř na volné noze a učitel na helsinské univerzitě. Pět let pobýval na stáži v Gifu a Nagoje, kde potkal svou budoucí ženu. Po nagojském sňatku se pár odstěhoval do Finska. Dva měsíce v roce tráví rodina na letním bytě při jezeře u Hämeenlinny. Zde vedl rozhovor s Cukuruem během čekání na ženu a děti, než se vrátí z lesní procházky.
sestry Haatainenovy
Sestry Haatainenovy, ve věku okolo tří a šesti let, narozené do manželství Edvarda a Eri. Starší získala jméno Juzu po nejlepší Erině kamarádce Širo, aby v ní alespoň prostřednictvím jména žila dál.

## Recenze
Recenzent Petr Nagy pro Mozaiku Českého rozhlasu Vltava uvedl, že dějem se nevinou historické náměty ani magický realismus, tak jako v jiných dílech. Kritice vystavil velké množství, i když atraktivních, přesto otevřených příběhů, jež nevyústí v rozuzlení. Čtenář bude podle recenzenta psychologickou prózou pravděpodobně zklamán, ať už pro příliš otevřené a neuchopitelné zakončení, či pro malou dávku sympatičnosti titulní postavy, s kterou se čtenář nemusí identifikovat. Kniha tak vyvolává poněkud bezbarvý dojem.
Podle recenze Borise Hokra na serveru Aktuálně.cz je příběh vystavěn podle stejného klíče jako prózy v melancholickém duchu Raye Bradburyho či připomíná knihy Tělo a To od Stephena Kinga. Autorovi se výborně povedlo navodit atmosféru kamarádské party a nekompromisního vyloučení hlavního hrdiny, které jej zasáhlo jako blesk z čistého nebe. Z románu se poté stává něco na způsob existenciálního detektivního příběhu s retrospektivním pátráním Cukurua, v němž je dokonale sjednocen západní a japonský přístup. Léta putování přinesla hrdinovi vyzrání, když nazřel že namísto pátrat po vyjasňujících odpovědích, si zkušenosti jednoduše musel odžít. Jedná se o mutaci děje, který lze nalézt například v Prázdné židli Richarda Weinera.
Novinář a spisovatel Aleš Palán se na stránkách Hospodářských novin domnívá, že Murakamiho identifikace skrytosti jako faktoru nejvíce ohrožujícího člověka, by mohla být japonskými čtenáři považována za revoluční přístup. Emoční projevy jsou v tamní společnosti skryty pod povrchem za konvencemi. Přímost a snaha o odhalení, pojmenování a pochopení věcí – například u aktivního naléhání Sary na vyřešení minulosti, jsou prozápadní, americké vzorce chování. Lék na tradiční japonskou pasivitu se jmenuje otevřenost a individualismus. Logicky tak důležité informace hrdina získává mimo ostrovy ve Finsku. Za prvotním impulzem ke zjištění minulosti Cukurua stojí sex, když jeho partnerka s ním odmítne mít další poměr, dokud nevyřeší šestnáct let staré tajemství. Působí to poněkud groteskně, stejně tak jako další pilíř románu – téma smrti člověka nebo smrti společenské, která je bolestivější, neboť po ní pokračuje neživot. Rozkrývání starých záhad však přináší nové, k nimž však autor nedává čtenáři žádný klíč na jejich odemčení.
Historička umění Eva Novak označila knihu v Literárních novinách za mistrovské dílo. Vyzdvihla především přímost, čistotu a nekomplikovanost větné skladby bez zbytečných jinotajů. Dějová linka je pro Murakamiho typická, naoko prostá, avšak s hluboko zasazenými kořeny. Ústřední postava je opět zraněná traumatem a na svěření se s těžkým břímě putuje dlouhá léta, než potká tu pravou ženu, které uvěří a vyjeví jí své běsy. Až Sara v něm vzbudí přesvědčení, že není bezbarvý, bez citů. Dalším typickým rysem autorových knih je hudební složka, zde Lisztovy etudy pro klavír.

## Nominace a ceny
- 2014 – Cena za špatný sex ve fikci – nominace, užší výběr[p. 2][61]
- 2014 – Sto významných knih roku podle deníku The New York Times
- 2015 – Cena za zahraniční fikci roku podle deníku The Independent – nominace, užší výběr[62]

## Překlady
| Jazyk                   | název překladu                                              | překladatel                          | datum vydání      | nakladatelství           |
| ----------------------- | ----------------------------------------------------------- | ------------------------------------ | ----------------- | ------------------------ |
| anglicky                | Colorless Tsukuru Tazaki and His Years of Pilgrimage        | Philip Gabriel                       | 12. srpna 2014    | Alfred A. Knopf          |
| brazilská portugalština | O Incolor Tsukuru Tazaki e Seus Anos de Peregrinação        | Eunice Suenagová                     | 1. listopadu 2014 | Alfaguara                |
| čínština                | 沒有色彩的多崎作和他的巡禮之年                              | 頼明珠                               | září 2013         | 時報文化 (Šibao Venchua) |
| finsky                  | Värittömän miehen vaellusvuodet                             | Raisa Porrasmaa                      | v září 2014       | Tammi                    |
| francouzsky             | L’Incolore Tsukuru Tazaki et ses années de pèlerinage       | Hélène Moritová                      | 4. září 2014      | Éditions Belfond         |
| italsky                 | L’incolore Tazaki Tsukuru e i suoi anni di pellegrinaggio   | Antonietta Pastoreová                | v květnu 2014     | Giulio Einaudi Editore   |
| španělsky               | Los años de peregrinación del chico sin color               | Gabriel Álvarez Martínez             | v říjnu 2013      | Tusquest Editores, S.A   |
| katalánsky              | El noi sense color i els seus anys de pelegrinatge          | Jordi Mas López                      | v roce 2013       | Editorial Empúries       |
| korejsky                | 색채가 없는 다자키 쓰쿠루와 그가 순례를 떠난 해             | 양억관 (Jan Okkvan)                  | 1. července 2013  | 민음사 (Minymca)         |
| maďarsky                | A színtelen Tazaki Cukuru és zarándokévei                   | Anita Nagyová                        | v roce 2013       | Geopen Könyvkiadó        |
| německy                 | Die Pilgerjahre des farblosen Herrn Tazaki                  | Ursula Gräfeová                      | 10. ledna 2014    | DuMont Buchverlag Gmbh   |
| nizozemsky              | De kleurloze Tsukuru Tazaki en zijn pelgrimsjaren           | Jacobus Nicolaas Westerhoven         | 9. ledna 2014     | Atlas-Contact            |
| polsky                  | Bezbarwny Tsukuru Tazaki i lata jego pielgrzymstwa          | Anna Zielińská-Elliottová            | 6. listopadu 2013 | Muza                     |
| portugalsky             | A Peregrinação do Rapaz Sem Cor                             | Maria João Lourençová                | v září 2014       | Casa das Letras          |
| rumunsky                | Tsukuru Tazaki cel fără de culoare și anii săi de pelerinaj | Florin Oprina                        | v roce 2013       | Polirom                  |
| slovinsky               | Brezbarvni Tsukuru Tazaki in njegova leta romanja           | Aleksander Mermal                    | v roce 2015       | Mladinska knjiga         |
| srbsky                  | Bezbojni Cukuru Tazaki i njegove godine hodočašća           | Nataša Tomićová                      | v roce 2013       | Geopoetika               |
| švédsky                 | Den färglöse herr Tazaki                                    | Eiko Dukeová-Soeiová, Jukiko Dukeová | 19. září 2014     | Norstedts Förlag         |